# 드와이트 D. 아이젠하워의 대통령직 인수
드와이트 D. 아이젠하워의 대통령직 인수는 그가 1952년 미국 대통령 선거에서 승리하여 대통령 당선인이 되면서 시작되었고, 1953년 1월 20일 아이젠하워가 취임하면서 끝났다.
이번 인수인계는 100명 이상의 직원을 투입한 대규모 인수인계 절차를 사용한 최초의 미국의 대통령직 인수였다.
이 인수인계는 대통령 당선인과 퇴임하는 대통령 해리 S. 트루먼 사이에 많은 긴장이 있었던 순탄치 않은 과정으로 평가된다. 아이젠하워와 트루먼은 1952년 선거 운동 기간 동안 격렬한 감정을 겪었고, 이는 인수인계 기간에도 계속되었다. 아이젠하워와 트루먼은 선거와 취임일 사이 단 한 번만 직접 만났다. 아이젠하워는 트루먼이 제공하려 했던 조언의 가치가 적다고 여겨 두 번째 대면 만남 제안을 거절했다. 아이젠하워는 또한 레임덕 트루먼 행정부의 인수인계 기간 중 의사 결정에 참여해 달라는 트루먼의 제안도 거절했다. 취임 예정인 아이젠하워 행정부의 지정된 부하 직원들과 퇴임하는 트루먼 행정부의 부하 직원들 간의 협력은 엇갈린 성공을 거두었다. 선거 후 트루먼은 백악관 직원과 정부 부처장들에게 취임할 아이젠하워 행정부를 위한 브리핑 문서를 준비하도록 지시했고, 아이젠하워는 주요 연방 기관에 연락 대표를 임명한 최초의 대통령 당선인이었다.
인수인계는 6.25 전쟁에서 미국의 전투가 활발히 진행되는 가운데 이루어졌다. 아이젠하워는 당선되면 한국을 방문하겠다는 선거 공약을 이행하기 위해, 선거 승리 2주 후 한국에 3일간 비밀리에 방문했다.

## 배경
1952년에 현직 대통령인 해리 S. 트루먼이 재선에 출마하지 않겠다고 선언하면서 대통령직 인수인계가 확실시되었다. 이는 미국 수정 헌법 제20조 비준 이후 처음으로 이루어지는 선거 후 대통령직 인수인계였으며, 이로 인해 인수인계 기간이 4개월에서 2개월여로 단축되었다. 또한 1932년 선거 이후 처음으로 대통령 당선인이 있는 경우였다.

## 선거 전 준비

### 트루먼 행정부
트루먼이 1952년 3월 29일 추가 임기를 추구하지 않겠다고 발표한 후, 연방 정부의 많은 사람들이 다가올 대통령직 인수인계에 대한 고려를 시작했다. 예를 들어, 발표 후 몇 주 동안 예산국의 수많은 직원들은 인수인계 주제에 대한 직원 문서를 유포하기 시작했다. 이 문서들은 인수인계 동안 퇴임하는 대통령과 취임하는 대통령 간의 관계 역사, 그리고 퇴임하는 대통령 또는 취임하는 대통령 중 누가 취임하는 대통령의 취임 연도를 위한 예산을 제안할 책임이 있는지에 대한 질문을 포함한 여러 요인들을 다루었다. 이 국은 직원들이 취임하는 대통령과 그들의 동료들에게 연방 예산 시스템 및 현재 예산, 대통령직의 기능, 그리고 미국 연방 정부의 중요한 조직 문제와 같은 사항에 대해 브리핑하는 데 사용될 자료를 만들도록 지시했다.
트루먼이 재선에 출마하지 않겠다고 발표한 직후, 백악관 직원들 사이에서 인수인계 준비 작업이 시작되었고, 트루먼은 그러한 준비를 진행하도록 승인했다.
트루먼은 예산국이 다음 대통령을 위한 브리핑 정보를 취합하는 역할을 맡도록 했다. 이 국의 여러 부서는 다음 대통령을 위한 다양한 브리핑 자료를 준비했다.
1953년 예산안을 트루먼이 제출해야 할지 아니면 취임하는 대통령이 제출해야 할지에 대한 질문을 다루면서, 트루먼과 그의 동료들은 트루먼이 예산을 제출하되, 선거가 끝나자마자 대통령 당선인 팀의 연락 담당자가 예산국에 접근할 수 있도록 초대하기로 결정했다.
트루먼이 추가 임기를 포기하겠다고 발표한 직후, 미국 국무부의 한 직원이 퇴임하는 행정부와 취임하는 행정부 간의 관계 문제를 연구하도록 배정되었다. 그 결과 보고서는 선거 운동 기간과 인수인계 기간 동안 국가가 취약할 수 있는 몇 가지 외교 정책 및 국가안전보장 문제들을 식별했다. 또한 외교 정책의 연속성에 대해 대통령의 상위 잠재 후보자들이 어떻게 접근할지 분석했다. 이 보고서는 선거 운동 기간 동안 양대 정당 후보들에게 국방 및 외교 문제에 대한 브리핑을 제공하고, 인수인계 기간 동안 대통령 당선인에게는 더욱 자세한 브리핑을 제공할 것을 권고했다. 또한 대통령 당선인의 대표자들을 연방 정부의 주요 기관에 배치할 것을 권고했다. 이 보고서는 또한 대통령이 대통령 당선인에게 특정 결정에 대한 동의를 요청할 수 있으며, 동시에 결정에 대한 궁극적인 책임은 퇴임하는 대통령이 퇴임할 때까지 계속해서 그들에게 있음을 주장할 수 있다고 제안했다. 이 보고서는 몇 주 만에 작성되었다. 그리고 미국의 국무장관 딘 애치슨의 승인을 받아 백악관에 전달되었고, 트루먼은 이를 읽었다. 트루먼은 이 보고서에 감사했다. 트루먼 참모 찰스 버튼 마샬과의 1959년 7월 인터뷰를 바탕으로 로린 L. 헨리는 이 보고서가 "트루먼 대통령의 생각과 일치했으며 이후 몇 달 동안 중요한 정책 지침 역할을 한 것으로 보인다"고 언급했다.
트루먼은 그의 행정부가 양대 정당 후보들에게 브리핑을 제공할 것이라고 결정했다. 양 후보 모두 CIA로부터 주간 보고서를 받고 국무부로부터 가끔 업데이트를 받았지만, 후보들에게 브리핑을 제공하려는 전반적인 노력은 궁극적으로 제대로 관리되지 못했고, 대부분 실패했다. 그러나 이는 행정부가 주요 후보들의 선거 운동에 브리핑을 제공하는 관행을 더욱 공고히 하는 데 도움이 되었다. 대통령이 야당 후보에게 브리핑을 제공하는 관행은 프랭클린 D. 루스벨트 대통령이 1944년 대통령 선거 기간 동안 시작했으며, 트루먼은 1948년 대통령 선거에서 이를 계속했으며, 두 경우 모두 대통령들은 공화당 상대인 토머스 E. 듀이에게 특정 문제에 대해 브리핑을 제공했다.

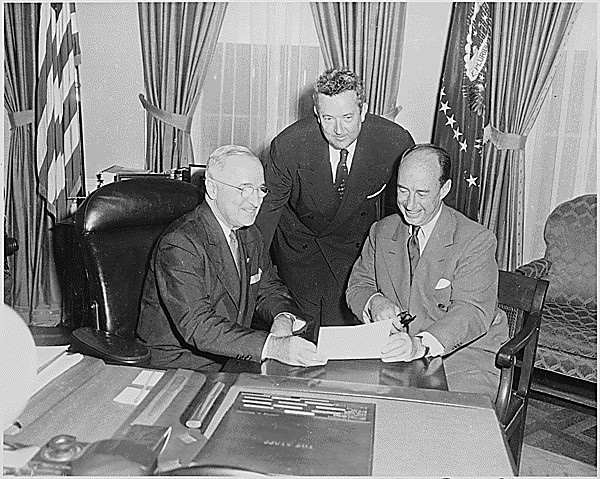
민주당 대통령 및 부통령 후보 애들레이 스티븐슨과 존 스파크맨이 1952년 8월 12일 백악관 오벌 오피스에서 트루먼과 만났다.

8월, 민주당 전당대회 직후 트루먼은 새로 지명된 민주당 대통령 후보 애들레이 스티븐슨을 백악관으로 초청하여 브리핑을 가졌다. 아이젠하워에게는 같은 제안이 이루어지지 않았다. 대신 트루먼은 합동참모본부 의장 오마 브래들리에게 아이젠하워에게 연락하여 일반적인 브리핑을 제공하고, 그 이후 정기적인 정보 보고서를 제공하도록 요청했다. 브래들리는 트루먼 요청의 시급성을 오해하여 트루먼이 스티븐슨과 만나기 전에 이 요청을 이행하지 못했다. 트루먼과 스티븐슨의 만남은 8월 12일에 열렸다. 이 만남은 언론에 알려졌으나, 그 목적은 명확히 밝혀지지 않았고, 언론이 트루먼이 스티븐슨의 선거 운동에서 어떤 역할을 할지에 초점을 맞출 것이라고 추측한 후 트루먼은 이러한 잘못된 이야기에 힘을 실어주는 발언을 했다. 만남 직전, 백악관은 스티븐슨이 만남 동안 국방 및 국제 문제에 대한 브리핑을 받을 것이라고 발표했지만, 이 발표는 거의 주목받지 못했다. 스티븐슨의 백악관 방문 중 일부는 내각 회의실에서 국무장관 딘 애치슨, 합동참모본부 의장 오마 브래들리, 중앙정보국장 월터 베델 스미스 등 많은 행정부 관리들과의 회의를 가졌다. 만남 당일 저녁, 아이젠하워는 이 만남을 맹렬히 비난하는 공개 성명을 발표하며, 이는 트루먼이 스티븐슨을 자신의 정치적 후계자로 직접 지명했음을 보여주는 것이라고 주장했고, 브래들리와 스미스 같은 인물들이 선거 운동 중심의 만남으로 오해받은 회의에 참여한 것을 비판하며, 그들의 참여가 "우리 정부의 책임 있는 비정치적 공무원들을...그들이 관련 없는 정치 캠페인에 끌어들이는 결정"을 나타낸다고 주장했다. 수많은 아이젠하워 지지자들은 그의 불만을 되풀이했다. 다음날 트루먼은 아이젠하워에게 내각과의 회의, CIA 브리핑, 그리고 "백악관 상황"에 대한 보고서를 위해 워싱턴으로 직접 오라는 초대를 연장하여 체면을 살리려 했으나, 아이젠하워는 이를 거절했다. 트루먼은 또한 아이젠하워에게 그와 스티븐슨이 모두 CIA로부터 주간 보고서를 받을 것이라고 알렸다. 트루먼은 아이젠하워 캠프에 브리핑을 제공하기 위한 준비가 훨씬 일찍 이루어졌다고 공개적으로 밝힘으로써 체면을 더욱 살리려 했으나, 아이젠하워 캠프는 이를 부인했다. 곧 브래들리는 브리핑과 관련하여 아이젠하워와의 협의를 신속하게 이행하지 못한 것에 대한 책임을 지는 성명을 발표했다.
아이젠하워가 백악관 회담 제안을 거절한 것에 화가 난 트루먼은 8월 16일 손으로 쓴 편지를 보내 마음을 바꾸도록 설득했다. 아이젠하워는 사흘 뒤 여전히 거절하며 답장했다. 이는 아이젠하워와 트루먼이 선거 후까지 서로 소통한 마지막 사례일 수 있다.

### 아이젠하워의 선거 전 계획
허버트 브로넬 주니어와 루시우스 D. 클레이는 선거 전에 아이젠하워 행정부의 측면들을 계획하기 시작했으며, 선거 몇 주 전부터 그의 내각에 추천할 후보 목록을 작성했다.

## 아이젠하워의 승리
아이젠하워는 민주당 상대인 애들레이 스티븐슨에게서 승인 메시지를 받은 후, 1952년 11월 5일(1952년 선거 다음 날) 오후 2시경 동부 시간에 승리 연설을 했다. 그날 늦게 그는 트루먼 대통령으로부터 축하 전보를 받았다. 트루먼은 그날 오후, 선거 결과가 미국 유권자들의 의지임을 수용하며 미국인들에게 대통령 당선인에게 지지를 보내도록 촉구하는 공개 성명을 발표했고, 인수인계의 여러 측면을 공개했다.

## 인수인계 인력 및 물류
아이젠하워의 대통령직 인수인계는 허버트 브로넬 주니어와 루시우스 D. 클레이가 주도했다.
아이젠하워의 대통령직 인수인계는 대규모 인수인계 절차를 사용한 최초의 사례였다. 1960년 대통령직 인수인계에 대한 분석에서 로린 L. 헨리는 그 본부가 "대통령 당선인이 이용할 수 있었던 가장 체계적인 직원 활동"을 보여주었다고 썼다. 인수인계에는 약 120명의 직원이 참여했다. 인수인계는 자원봉사 직원에 크게 의존했다.
아이젠하워의 승리 직후, 조지프 도지와 헨리 캐벗 로지 주니어는 트루먼 행정부에 대한 아이젠하워의 연락관으로 지명되었다.
브로넬은 아이젠하워의 전략, 조직, 인사에 대한 최고 고문이었다. 아이젠하워의 또 다른 최고 고문은 셔먼 애덤스였다. 그는 아이젠하워의 백악관 직원을 구성하는 책임을 맡게 되었다. 인수인계의 다른 주요 인물로는 제임스 해거티 (공보 비서)와 아서 H. 반덴버그 주니어가 있었다. 12월 초, 셔먼 애덤스는 로저 스테판을 백악관에서 아이젠하워의 선발 요원으로 임명했다.
아이젠하워는 자신의 인수인계 계획을 뉴욕의 코모도어 호텔에 집중시켰는데, 이곳은 그의 대통령 선거 운동 본부였던 곳이다.
아이젠하워의 인수인계 노력은 주로 공화당 전국위원회의 자금 지원을 받았다. 아이젠하워가 임명직으로 지명한 많은 부유한 인사들은 인수인계 관련 비용 일부를 자비로 지불했다.
트루먼은 아이젠하워에게 보낸 축하 전보에서 예산국에 대표를 임명하도록 초청했고, 아이젠하워는 이 제안을 재빨리 수락했다. 이 초청은 선거 다음 날 오후 트루먼이 발표한 공개 성명에서 언급되면서 곧 대중에 알려졌다.
부통령 당선인 리처드 닉슨이 인수인계에서 핵심적인 역할을 맡을 것이라는 일부 언론의 추측이 있었는데, 아이젠하워는 선거 운동 기간 동안 닉슨이 자신의 행정부에서 활발한 구성원이 될 것이라고 약속했기 때문이다. 그러나 닉슨은 인수인계에 거의 관여하지 않았다.
인수인계 첫 두 주 동안 아이젠하워는 조지아주 오거스타의 골프 클럽에 머물며 그곳에서 일부 인수인계 업무를 수행했다. 조지아에서 보낸 두 주는 부분적으로 휴가였지만, 그는 인수인계 직원들(인수인계 본부가 있는 뉴욕에서 온)과 계속 만났고, 토머스 E. 듀이와 같은 중요한 방문객들과도 만났다.
아이젠하워는 1월 19일에야 컬럼비아 대학교 총장직에서 공식적으로 사임했다. 사임하기 전까지 그는 공식 휴가를 내고 있었다. 그와 그의 가족은 인수인계 기간 동안 대학교 내 자택에서 계속 거주했다.

## 아이젠하워와 트루먼의 관계
트루먼과 아이젠하워는 1932~33년 허버트 후버와 프랭클린 D. 루스벨트 간의 인수인계가 어려웠다는 점을 상기하며 순조로운 인수인계를 계획하려는 노력이 있었다. 그러나 두 사람 간의 긴장은 결국 순탄치 않은 인수인계로 이어졌다. 아이젠하워와 트루먼은 한때 제2차 세계 대전 말기(아이젠하워가 장군이고 트루먼이 대통령이었을 때)에 함께 일했고, NATO 설립에도 함께 일한 적이 있었다. 그러나 1952년 선거 운동은 트루먼이 아이젠하워를 좋지 않게 여기게 만들었다. 트루먼은 아이젠하워가 선거 운동 중 조지프 매카시를 비난하지 않은 방식에 대해 좋지 않게 생각했다. 아이젠하워는 트루먼이 선거 운동 중 자신에 대해 제기한 정치적 비판에 불만을 품었다. 선거 후 며칠 만에 트루먼은 자신의 일기에 아이젠하워와 그의 팀이 질서 있는 인수인계에 협력하지 않는다는 우려를 썼다. 그는 "아이크와 그의 고문들은 어떤 속임수를 두려워한다. 속임수는 없다... 내가 원하는 것은 질서 있는 이양이다. 그런 일은 결코 없었다."고 썼다.

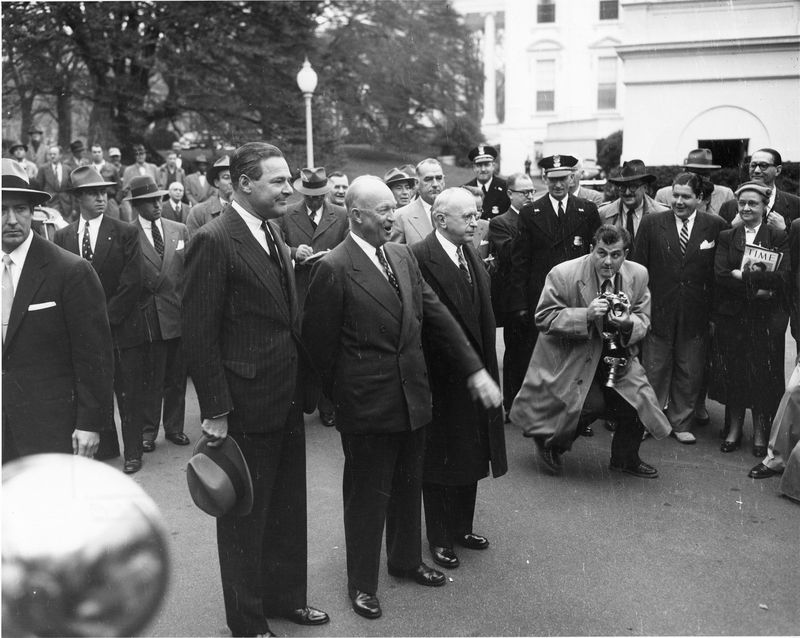
아이젠하워, 왼쪽에는 헨리 캐벗 로지 주니어, 오른쪽에는 조지프 도지를 사이에 두고, 11월 18일 백악관 방문 중 경찰, 사진작가, 기자들로 붐비는 군중 속에 서 있다.

11월 18일, 아이젠하워와 트루먼은 백악관에서 만났다. 아이젠하워는 이 만남에 조지프 도지와 헨리 캐벗 로지 주니어를 동반했다. 방문에서 그들은 트루먼의 집무실에서 그를 만난 후, 트루먼이 그들을 내각 회의실로 데려가 국무장관 딘 애치슨과 같은 인물들로부터 6.25 전쟁과 외교 문제에 대한 브리핑을 받았다. 아이젠하워와 트루먼의 11월 18일 회동은 아이젠하워의 취임 전까지 두 사람 간의 유일한 만남이었다. 트루먼은 아이젠하워에게 조언을 제공하려 했지만, 아이젠하워는 회의에서 많은 것을 얻지 못했다고 생각했다. 아이젠하워는 나중에 트루먼이 크리스마스 전 백악관에서 열리는 오찬 초대를 무시했다.
트루먼이 아이젠하워에게 레임덕 기간 동안 의사 결정에 참여할 것을 제안했지만, 아이젠하워가 거절했다는 보고가 있었다. 흥미롭게도, 관련자들의 증언에 따르면, 존 F. 케네디의 대통령직 인수의 마지막 날, 아이젠하워는 케네디에게 비슷한 제안을 했고, 케네디도 비슷하게 거절했다.
아이젠하워와 트루먼 사이의 긴장은 아이젠하워의 취임식까지 이어졌다. 클라크 클리포드는 나중에 "그날 두 사람 사이의 증오는 몬순과 같았다"고 말했다. 취임식 당일 퇴임하는 대통령과 만나기 전에 아이젠하워는 측근들에게 트루먼과 교류할 생각에 불쾌감을 표했다. 아이젠하워와 그의 아내 매미 아이젠하워가 대통령을 미국 국회의사당까지 태우기 위해 백악관에 도착했을 때, 그들은 트루먼과 그의 아내 베스 트루먼과 함께 백악관에서 커피를 마시는 것을 거부했고, 트루먼이 백악관을 떠날 때까지 차에서 내리지 않기로 했다. 이는 경시로 여겨졌고, CBS 특파원 에릭 세바레이드는 나중에 "충격적인 순간이었다"고 썼다. 각 대통령의 회고록에 담긴 국회의사당으로 가는 차 안에서의 대화 내용은 일부 달랐지만, 두 사람 모두 아이젠하워가 트루먼에게 아들 존 아이젠하워를 6.25 전쟁에서 복귀시켜 취임식에 참석하도록 명령한 사람이 누구인지 물었다는 것을 인정했다. 트루먼은 아이젠하워의 아들이 아이젠하워의 취임식에 참석할 수 있어야 한다고 믿었기 때문에 자신이 직접 그렇게 했다고 시인했다.

## 임명직 선정
11월 20일, 아이젠하워는 자신의 내각에 대한 첫 번째 선택을 지정하기 시작했다. 그는 12월 1일에 내각 지명자들을 모두 지명했다. 이는 다음 세 명의 대통령 당선인이 그렇게 하는 것보다 상대적으로 빠르고 일찍 이루어졌다. 이러한 빠른 속도는 아이젠하워가 한국 방문 전에 최고 직책에 대한 지명자를 지명하겠다는 목표를 설정했기 때문이다.
고문 브로넬과 클레이는 토머스 E. 콜먼과 함께 아이젠하워 행정부의 고위직 후보를 검토하는 3인 위원회를 구성했다. 아이젠하워는 선거 당일 밤 이 세 사람에게 이 역할을 맡아달라고 요청했다. 이 위원회의 존재는 대외적으로 알려지지 않아 외부의 압력을 받지 않았다. 셔먼 애덤스는 그들에게 직원 지원을 제공했다. 아이젠하워는 고위직 인사 선정에 직접 관여하여 일부 직원들을 직접 선정하기도 했다. 행정부의 고위직 후보들을 심사하는 범위가 주어졌지만, 이 위원회는 또한 하위 직책에 대한 일부 잠재적 후보들을 개략적으로 설명하기도 했다.
두 차례 공화당 대통령 후보였던 토머스 E. 듀이는 당내 중도파의 리더로 여겨졌는데, 아이젠하워 행정부의 직책 고려 대상에서 스스로 물러났다. 그는 선정 과정에서 여러 잠재적 임명자들에 대해 자문을 받았다.
공화당 내 보수파의 영향력 있는 핵심 인물인 로버트 태프트는 아이젠하워 행정부 구성의 여러 측면에 대한 불만을 표명했다. 브로넬을 통해 전화로 여러 후보에 대해 자문을 받았지만, 태프트가 선호했던 인물은 거의 선택되지 않았다. 태프트는 또한 아이젠하워가 자당 소속 미국 상원의원들에게 자신들이 대표하는 주 출신의 잠재적 임명자에 대해 자문을 구하는 과거 관행을 무시했다고 불평했다. 태프트는 또한 "아이젠하워 지지자들이 직업을 요구하고 얻는 데 너무나 무례하게 서두르는 것"에 대해 불평했다. 태프트는 또한 일부 선택을 비판했는데, 특히 마틴 패트릭 더킨을 노동부 장관으로 선정한 것에 대해 매우 강한 반대를 표명했다.
모든 지명자가 선정 직후 바로 발표된 것은 아니었다. 예를 들어, 허버트 브로넬 주니어의 법무장관 임명은 브로넬이 아이젠하워의 제안을 수락한 지 2주가 지나서야 발표되었다.
매우 중요한 선택은 대통령 보좌관이었는데, 아이젠하워는 자신의 백악관에 군대식 지휘 계통 구조를 구현할 의도였고, 이 역할은 그의 비서실장 역할을 할 예정이었다. 아이젠하워는 이 역할에 군 지휘관 출신을 선택하지 않기로 결정했는데, 그는 자신의 백악관에서 이처럼 핵심적인 역할에 군 장교 출신을 선택하는 것이 "많은 집단에서 과도한 군사적 영향력에 대한 의심을 불러일으킬 것"이라고 믿었다. 허버트 브로넬 주니어를 법무장관으로 선택하기 전에 아이젠하워는 실제로 그에게 이 직책을 제안했지만, 브로넬은 법률 관련 직책을 원한다고 밝히며 거절했다. 아이젠하워가 선거 당일 브로넬에게 이 직책을 제안한 것은 아마도 그가 이 선택을 얼마나 우선시했는지를 보여주는, 그의 행정부에서 누구에게든 처음으로 일자리를 제안한 것으로 여겨진다. 아이젠하워는 그 후 셔먼 애덤스와 헨리 캐벗 로지 주니어를 이 역할로 고려했다. 로지가 유엔 주재 미국 대사로 봉사하는 것을 강력히 선호한다고 밝히자, 아이젠하워는 애덤스를 대통령 보좌관으로 임명했다.
아이젠하워는 내각에 여성 위원을 두기를 원했지만, 그의 내각 선택 중 여성은 없었다. 아이젠하워 행정부의 많은 고위 임명직은 재계 출신이었다.
취임식을 앞둔 주 동안, 내각 지명자들은 상원 위원회에 출석했으며, 이 위원회들은 아이젠하워가 취임한 후 이 지명자들의 공식 임명을 준비하기 위한 청문회를 개최했다. 미국 상원 위원회는 취임식 전날, 찰스 어윈 윌슨 (일부 저항에 직면해 있던 선택)을 제외한 아이젠하워의 모든 내각 구성원 지명에 대한 승인을 완료하여, 그들이 아이젠하워가 취임한 직후 확정되고 선서할 수 있도록 준비했다.

### 국방 및 외교 정책
- 찰스 어윈 윌슨, 국방부 장관 (1952년 11월 20일 발표)[48]
- 존 포스터 덜레스, 국무장관 (1952년 11월 20일 발표)[48]
- 헨리 캐벗 로지 주니어, 유엔 주재 미국 대사 (1952년 11월 29일 발표)[37]
- 해럴드 E. 탤벗, 미국 공군부 장관 (1952년 12월 19일 발표)[49]
- 로버트 T. 스티븐스, 미국 육군부 장관 (1952년 12월 19일 발표)[49]
- 로버트 B. 앤더슨, 미국 해군부 장관 (1952년 12월 19일 발표)[49]
- 로저 M. 카이스, 미국 국방부 차관 (1952년 12월 19일 발표)[49]
- 해럴드 E. 스타센, 상호 안보청 국장 (1952년 11월 21일 발표)[50]
- 오베타 컬프 하비, 연방 안보청 청장 (1952년 11월 25일 발표)[51]
- 버니바 부시, 국방부 조직 재편을 위한 특별 위원회 위원장[52]
- 윈스롭 W. 올드리치, 영국 주재 미국 대사[53]
- 메리 필스베리 로드, 유엔 인권 위원회 미국 대표[54]

### 국내 정책
- 에즈라 태프트 벤슨, 농무부 장관 (1952년 11월 24일 발표)[51]
- 아서 서머필드, 우정청장 (1952년 11월 25일 발표)[51]
- 허버트 브로넬 주니어, 법무장관 (1952년 11월 21일 발표)[50]
- 더글러스 맥케이, 내무부 장관 (1952년 11월 20일 발표)[48]
- 윌리엄 P. 로저스, 미국 법무부 차관 (1953년 1월 4일 발표)[55]
- 조지프 도지, 예산국 국장 (1953년 1월 3일 발표)[55]
- 워런 E. 버거, 미국 법무부 민사국 담당 미국 법무부 차관보 (1953년 1월 4일 발표)[55]
- 워런 올니 3세, 미국 법무부 형사국 담당 법무부 차관보 (1953년 1월 4일 발표)[55]
- J. 리 랭킨, 행정심판국 담당 법무부 차관보 (1953년 1월 4일 발표)[55]

### 경제 정책
- 신클레어 윅스, 상무부 장관 (1952년 12월 1일 발표)[37]
- 마틴 패트릭 더킨, 노동부 장관 (1952년 12월 1일 발표)[37]
- 조지 M. 험프리, 재무부 장관 (1952년 11월 21일 발표)[50]
- 아서 F. 번스, 경제자문위원회 위원장[56]
- W. 월터 윌리엄스, 미국 상무부 차관 (1952년 12월 19일 발표)[49][53]
- 매리언 B. 폴섬, 미국 재무부 차관[53]
- 사무엘 W. 앤더슨, 국제 업무 담당 상무부 차관보 (1952년 12월 19일 발표)[49]
- 워런 랜돌프 버제스, 재무부 고문 및 특별 차관보[53]
- 아이비 베이커 프리스트, 미국 재무관[53]
- H. 채프먼 로즈, 미국 재무부 차관보[53]

### 백악관 직원
- 셔먼 애덤스, 대통령 보좌관 (1952년 11월 24일 발표)[51]
- 윌턴 퍼슨스, 대통령 특별 보좌관 (1952년 11월 29일 발표)[37][53]
- 제임스 해거티, 백악관 공보비서[53]
- 토머스 E. 스티븐스, 백악관 비서실장 (원래 1952년 11월 29일 "대통령 특별 고문" 지명자로 발표; 이후 이 직책으로 재배치됨)[37][53][56]
- 아서 H. 반덴버그 주니어, 백악관 임명 비서관 (1952년 11월 29일 발표; 이후 사임)[37][56]
- 버나드 M. 샨리, 백악관 법률 고문[56]
- 머레이 스나이더, 백악관 부 공보 비서 (1953년 1월 18일 발표)[57]
- 가브리엘 호그, 백악관 행정 보좌관[53]
- 엠메트 존 휴즈, 백악관 행정 보좌관[53]

### 기타
- 밀턴 S. 아이젠하워, 정부 조직 자문 위원회 위원[53]
- 아서 셔우드 플레밍, 정부 조직 자문 위원회 위원[53]
- 넬슨 록펠러, 정부 조직 자문 위원회 위원[53]

## 아이젠하워의 주요 활동

### 대한민국 방문

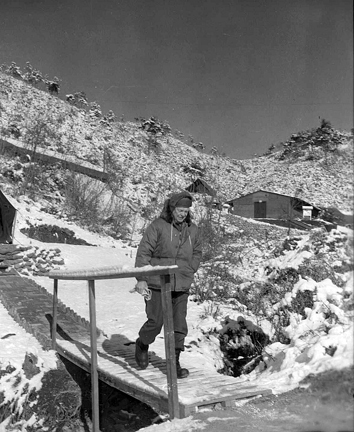
아이젠하워는 1952년 12월 4일 6.25 전쟁 전선을 순방하는 동안 제2보병사단 사령부의 시설을 시찰했다.

아이젠하워는 당선되면 대한민국을 방문하겠다고 선거 공약을 했다. 트루먼은 아이젠하워의 제안된 대한민국 방문을 선동 행위로 여겼다. 그럼에도 불구하고 트루먼은 선거 후 아이젠하워에게 보낸 축하 전보에서, 원한다면 그의 비행기인 인디펜던스호를 그런 여행에 사용하도록 제안했다.
11월 29일 이른 아침, 아이젠하워는 군용기를 타고 뉴욕을 떠났다. 아이젠하워와 동행한 사람들은 허버트 브로넬 주니어, 제임스 해거티, 폴 T. 캐롤, 그리고 찰스 어윈 윌슨 (아이젠하워의 국방부 장관 지명자)과 합동참모본부 의장 오마 브래들리를 포함한 많은 군사 및 정치 고문들이었다. 그들이 한국으로 향하던 도중에 아서 W. 래드포드, 태평양 해군 사령관이 합류했다. 그들은 12월 3일 서울에 도착했다.
아이젠하워는 3일 동안 대한민국에 머물렀다. 방문 기간 동안 여러 차례 브리핑을 받았다. 부대를 방문했으며, 심지어 아들 존도 만났다. 그곳에서 미국 및 한국 관계자들을 만났다. 떠나기 직전 아이젠하워는 언론과 만나 언론 성명을 낭독했다.
아이젠하워의 방문 중 보안은 매우 엄격했다. 또한 아이젠하워의 방문에 대한 첫 보도는 그가 대한민국을 떠난 후에야 공개되었다. 방문 기간 동안 아이젠하워가 뉴욕에서 가졌다고 주장되는 가짜 회의 발표와 임명 발표가 공개되어 대중이 아이젠하워가 여전히 뉴욕에 있다고 믿도록 오도했다. 일부 언론은 이러한 기만을 돕는 데 참여했다.

### USS 헬레나호에서 고문들과의 회의

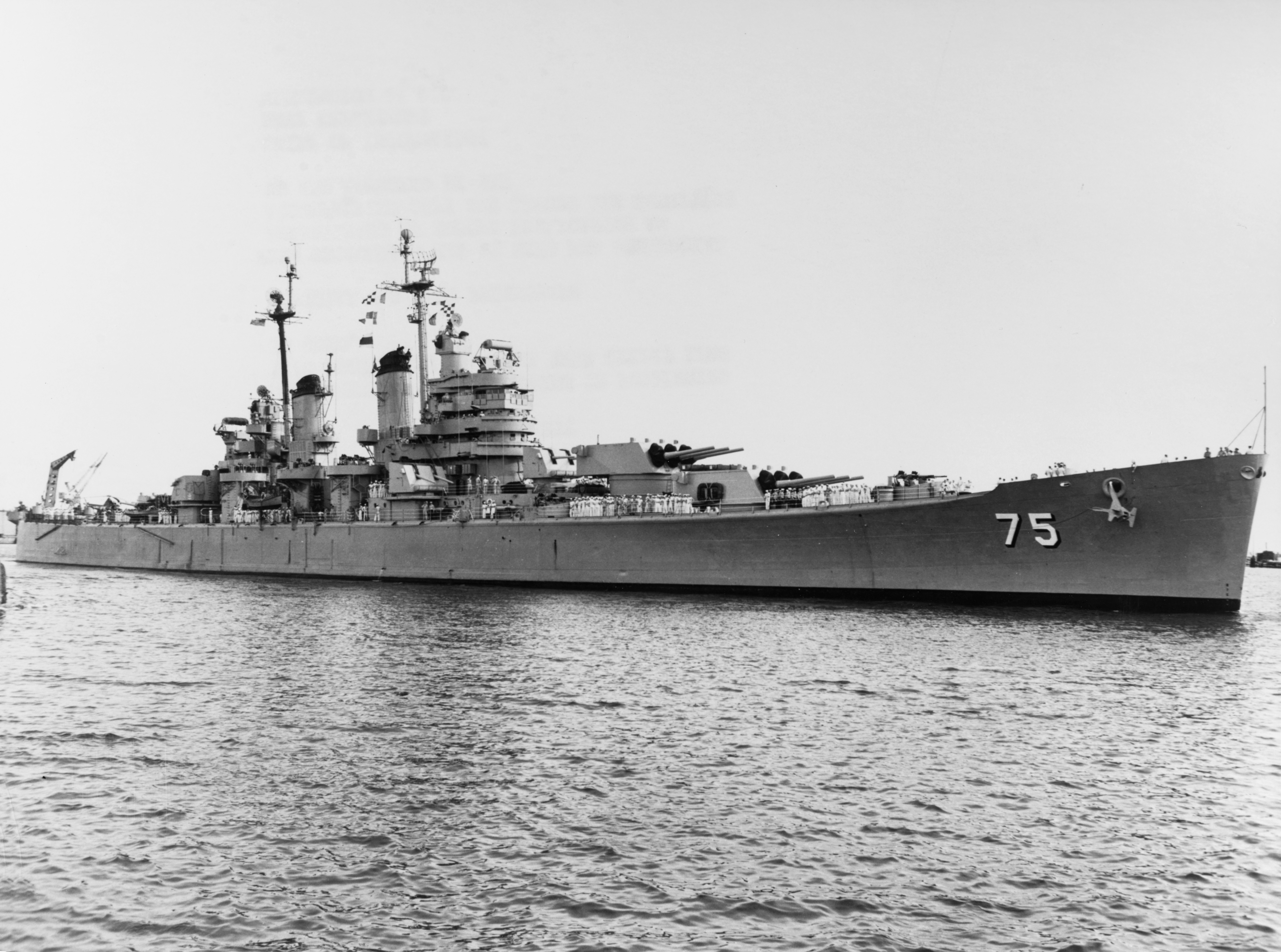
아이젠하워의 여행 중 괌 아프라 항에 정박한 USS 헬레나호

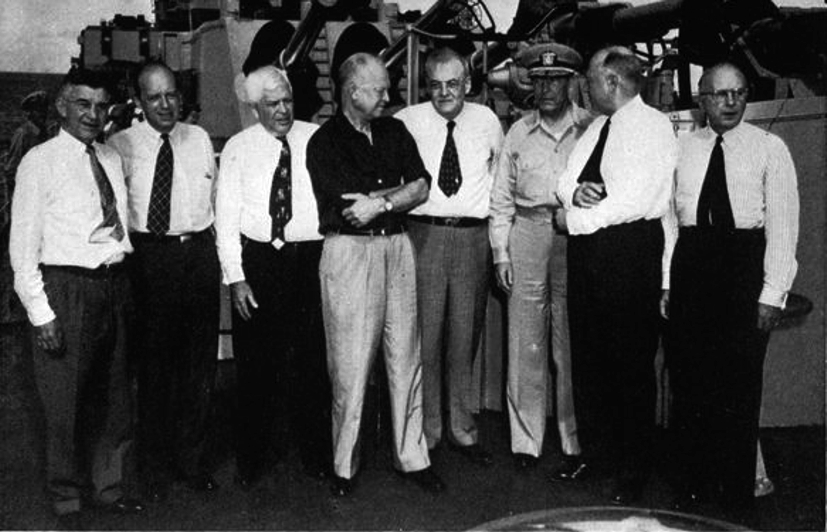
USS 헬레나호에서 장차 내각 구성원들과 함께 있는 아이젠하워

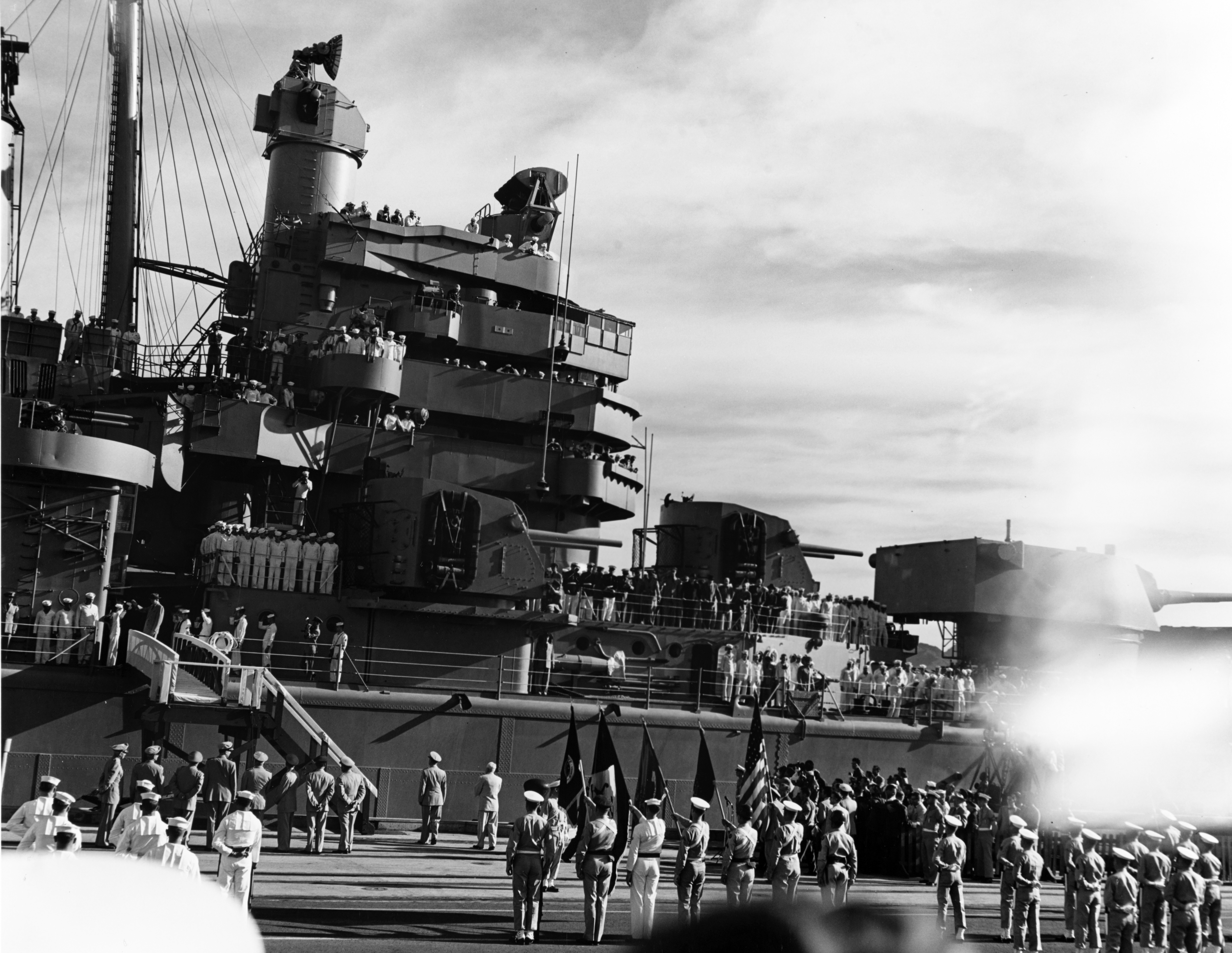
1952년 12월 11일 진주만에서 USS 헬레나호에서 하선하는 아이젠하워

아이젠하워는 대한민국에서 뉴욕으로 곧장 돌아가지 않았다. 그는 먼저 괌으로 비행하여 USS 헬레나에 탑승했고, 이 배로 하와이주 진주만으로 이동했다. 괌에서 하와이까지의 항해는 3일이 걸렸고, 아이젠하워와 최고 고문들(대한민국 여행에 참여하지 않았지만 배에서 아이젠하워와 합류하기 위해 여행 온 많은 사람들을 포함하여)은 행정부의 남은 직책 임명, 국가 예산 책정, 임금 및 물가 통제와 같은 주제에 대해 많은 회의를 가졌다. 배에 탑승한 인물 중에는 국무장관 지명자 존 포스터 덜레스, 조지 M. 험프리, 더글러스 맥케이뿐만 아니라 아이젠하워의 예산 대표 조지프 도지, 루시우스 클레이, 엠메트 존 휴즈, 그리고 찰스 더글러스 잭슨이 있었다.
USS 헬레나호는 12월 11일 진주만에 도착했다. 하와이에 도착한 후 아이젠하워는 잠시 휴식을 취했다. 그는 또한 아서 W. 래드포드와 회담을 가졌는데, 그는 한국 방문단이 괌에 도착한 후 USS 헬레나호에 합류하는 대신 진주만으로 직접 비행했다. 이때 찰스 윌슨은 아이젠하워에게 래드포드를 합동참모본부 의장으로 선택할 것을 촉구했다.
아이젠하워는 12월 13일 하와이를 떠나 다음 날 오후 뉴욕 시의 라과디아 공항에 도착했다.

### 더글러스 맥아더와 허버트 후버와의 회담
아이젠하워의 대한민국 방문 중 더글러스 맥아더는 전쟁을 끝낼 계획이 있으며 이를 대통령 당선인과 기꺼이 공유할 의향이 있다고 주장하는 연설을 했다. 아이젠하워는 맥아더를 싫어했지만, USS 헬레나호에 탑승한 일부 고문들은 그가 맥아더와 만날 이유가 거의 없다고 생각했다. 그러나 USS 헬레나호에 탑승한 다른 아이젠하워 고문들은 맥아더가 미국 대중에게 널리 존경받는 인물이므로 그를 만나야 한다고 조언했다. 이 시기쯤 실시된 갤럽 여론 조사에 따르면 맥아더는 미국인들 사이에서 두 번째로 존경받는 살아있는 인물이었으며, 아이젠하워만이 그보다 더 존경받았다. 따라서 맥아더와의 만남은 정치적으로 좋을 것이었다. 아이젠하워는 방문 후 맥아더에게 연락하여 만남을 주선했다. 12월 9일, 아이젠하워의 공보 비서인 제임스 해거티는 기자들에게 아이젠하워와 맥아더가 주고받은 짧은 메시지를 공개했다. 이는 트루먼을 격분시켰고, 아이젠하워가 한국과 관련하여 선동을 하고 있다는 그의 믿음을 더욱 굳혔다. 트루먼은 공개적으로 "만약 한국 전쟁을 명예로운 방식으로, 대규모 전쟁으로 이어지지 않을 방식으로 끝낼 합리적인 계획을 가진 사람이 있다면, 그 계획은 즉시 대통령에게 제출되어야 한다"고 이의를 제기했다. 아이젠하워가 뉴욕으로 돌아온 직후, 그와 덜레스는 덜레스의 개인 자택에서 맥아더와 만났다.
12월에 아이젠하워는 자신이 크게 존경했던 전 대통령 허버트 후버와 만났다. 그들은 정부 조직 개편에 대해 논의했다.

### 외국 고위 인사들과의 회담
인수인계 기간 동안 아이젠하워는 일부 외국 고위 인사들과 만났다. 11월에 아이젠하워는 영국 부총리 앤서니 이든과 만나 트루먼과는 달리 영국이 보류 중인 유럽 방위 공동체에 즉시 가입하는 것에 반대한다는 입장을 밝혔다. 아이젠하워는 12월 16일 뉴질랜드 총리 시드니 홀런드와 만나 북대서양 조약 기구와 유사한 태평양 중심의 방위 동맹을 결성할 가능성에 대해 논의했다. 1월 5일, 아이젠하워는 영국 총리 윈스턴 처칠이 미국을 방문하는 동안 처칠과 두 차례 회담을 가졌다. 아이젠하워가 만난 다른 외국 고위 인사들에는 브라질, 멕시코, 인도 출신이 포함되었다.

### 로버트 A. 태프트 상원 원내대표에 대한 암묵적 지지
12월, 아이젠하워는 로버트 A. 태프트가 이끄는 공화당 보수파와의 불화를 피하기 위해, 그의 미국 상원 내 핵심 동맹 중 한 명인 프랭크 칼슨에게 태프트의 상원 원내대표 후보 지명을 지지하도록 했다. 이는 아이젠하워의 암묵적인 지지로 받아들여졌다.

### 코모도어 호텔에서의 1월 12~13일 회의
1월 12일부터 13일까지 아이젠하워는 전례 없는 움직임으로 그의 행정부의 모든 주요 지정 구성원들을 코모도어 호텔에 소집하여 회의를 가졌다. 여기에는 닉슨 부통령 당선인과 부서장, 독립 기관장, 그리고 주요 백악관 및 행정실 직원 지명자들이 포함되었다. 회의에서 아이젠하워는 자신의 취임 연설 초안을 낭독하고 의견을 구했다. 취임 위원회 구성원들은 취임식 당일 일정을 그룹에 브리핑했다. 그룹은 국가 예산 등 다양한 문제들을 검토했다.
코모도어 호텔에서의 1월 12~13일 회의 후, 많은 부처장들은 워싱턴 D.C.로 이동하여 브리핑 자료를 검토하고, 퇴임하는 관리들과 협의하며, 자신들이 임명할 권한이 있는 잠재적인 임명직을 검토했다. 내각 구성원들은 또한 자신들의 지명과 관련된 상원 청문회에도 참석해야 했다.

### 아이젠하워의 취임 전 마지막 날들
아이젠하워와 그의 가족은 1월 18일 저녁 특별 열차를 타고 뉴욕 시에서 워싱턴 D.C.로 이동했다. 워싱턴 D.C.에 도착하자 그들은 스테틀러 호텔에 머물렀다. 아이젠하워는 조용히 취임식을 기다렸고, 몇몇 보좌관들과만 회의를 가졌다.

## 연방 부처 및 기관 인수인계
선거 직후 트루먼은 백악관 직원과 연방 정부 부처장들에게 취임 행정부를 위한 자체 브리핑 문서를 준비하기 시작하도록 지시했다.
아이젠하워와 트루먼 간의 선거 후 첫 만남(11월 18일)을 앞두고, 아이젠하워는 주요 연방 기관에 연락 대표를 임명했는데, 이는 이전 대통령 당선인들이 대통령직 인수인계 기간 동안 한 적이 없는 일이다.
연방 기관별로 인수인계 운영의 효율성은 상이했다.

### 예산국
조지프 도지는 예산국과의 연락관 역할을 했으며, 국 직원들로부터 큰 협력과 투명성을 보았다. 도지는 또한 대부분의 내각 지명자들이 예산국을 방문하여 최고 직원들을 만나고 예산 관련 문제에 대한 브리핑을 받을 수 있도록 조치했다.

### 국방부
미국 국방부 지명자들과 퇴임하는 전임자들 간의 연락은 미흡했다. 아이젠하워의 국방부 장관 지명자인 찰스 어윈 윌슨은 퇴임하는 전임자인 로버트 A. 러벳과 피상적으로만 만났다. 아이젠하워가 찰스 어윈 윌슨을 자신의 국방부 장관으로 지명한 후, 러벳은 윌슨에게 다음 달 프랑스 파리에서 열리는 NATO 회의에 동행하도록 초청했다. 윌슨은 이 초청을 수락하지 않았다. 또한 아이젠하워의 미국 국방부 차관 지명자인 로저 카이스는 퇴임하는 전임자인 윌리엄 채프먼 포스터의 조언을 무시했다. 인수인계 기간 동안 카이스는 워싱턴 D.C.의 호텔 방에서 일했다. 그들은 현직 차관보들과 다른 현직 직원들을 그곳에서 만나, 그들을 평가하여 유임할지 여부를 결정했다. 그들은 많은 현직자들을 유임했지만, 역사가 칼 M. 브라우어가 나중에 유임했어야 한다고 주장한 일부는 해임했다. 브라우어는 "국방부와 그 전신인 전쟁부는 고위 민간 관료가 부족했기 때문에, 윌슨과 카이스는 자신도 모르게 첫 번째 충성심이 부서가 아닌 개별 서비스에 있는 많은 군 장교들의 손에 더 좌우되게 만들었다"고 썼다.
덜레스는 카이스를 자신의 차관으로 선택할 수 있었지만, 서비스 부서 장관들은 아이젠하워가 고문 브로넬, 클레이와 협의하여 선택했으며, 윌슨에게는 이러한 직책에 대한 어떤 선택에도 거부권을 행사할 권한을 부여했다.
국방부 현직자들은 후임자들을 위해 브리핑 자료를 준비했지만, 이들 중 모든 것이 유용했던 것은 아니었다. 아이젠하워의 임명자들은 외부 출처로부터 보고서를 받기도 했다. 한 가지 예로, 존 코르슨의 감독하에 맥킨지 앤 컴퍼니가 작성한 보고서가 있다. 이 보고서들은 1952년 5월 당시 사업가였던 해럴드 E. 탤벗이 의뢰한 것으로, 취임하는 임명자들에게 그들이 채울 권한이 있는 하위 직책에 대한 정보를 제공했다.
윌슨은 아이젠하워와 한국으로 떠나기 직전 펜타곤을 방문했다. 그는 12월 23일 아이젠하워가 지명한 육군, 해군, 공군 장관들(로버트 B. 앤더슨, 로저 M. 카이스, 로버트 T. 스티븐스, 해럴드 E. 탤벗)과 동반하여 펜타곤으로 돌아왔다. 그들은 모두 해당 직책의 현직자들과 함께 점심 식사를 한 후, 각자 현직자들과 함께 견학을 했다. 그들은 또한 합동참모본부로부터 브리핑을 받았다.

### 법무부

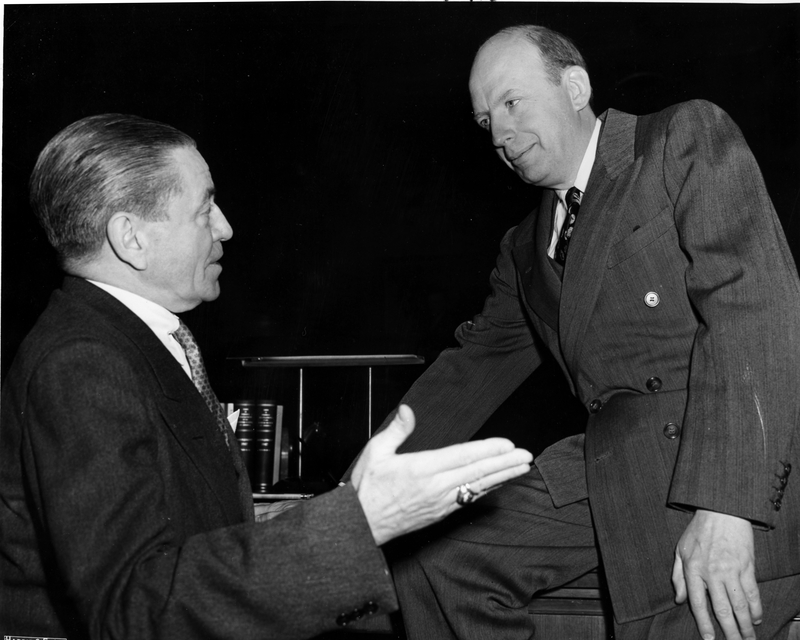
퇴임하는 법무장관 제임스 P. 맥그래너리 (왼쪽)가 1952년 12월 20일 아이젠하워의 지명자 허버트 브로넬 주니어에게 미국 법무부의 업무에 대해 브리핑하고 있다.

12월 20일, 아이젠하워의 법무장관 지명자 허버트 브로넬 주니어는 법무부 본부로 가서 퇴임하는 제임스 P. 맥그래너리와 만났다. 그는 건물 투어를 하고, 부서에 계류 중인 문제에 대한 브리핑을 받았으며, 부서 조직 방법에 대한 권고를 받았다. 윌리엄 P. 로저스가 브로넬의 법무부 연락관 역할을 하며, 인수인계 기간 동안 부서 시설을 사용할 수 있도록 허용되었다. 두 사람은 또한 언론과 만나 서로를 칭찬하는 발언을 했다.

### 국무부
국무부는 인수인계에 엇갈린 성공을 거두었다. 아이젠하워의 미국 국무장관 지명자 존 포스터 덜레스는 퇴임하는 국무장관 딘 애치슨을 포함하여 현직 국무부 고위 직원들과 많은 지인 관계였기 때문에, 그와 퇴임하는 행정부 팀 사이에 강력한 신뢰와 협력이 있었다. 덜레스는 국무부의 많은 현직 관리들과 협의했다. 그는 부서 내 직책에 대한 많은 잠재적 임명자들에 대해 애치슨과 그의 부관인 데이비드 K. E. 브루스의 견해를 구했다. 그는 심지어 브루스가 취임 후 몇 주 동안 직책을 유지하여 그가 업무에 익숙해지는 것을 돕도록 했다. 반면에 덜레스는 행정적 측면을 크게 희생시키면서 정책에 지나치게 집중했다. 덜레스는 국무부 고위 관리 선발에 부분적으로만 발언권을 가졌으며, 아이젠하워는 이러한 역할에 대한 개인 선발에 자신의 재량권을 행사했다. 국무부 고위 인사 선발에 대한 조언을 구하기 위해 덜레스는 소규모 은퇴 외교관 회의를 주선하여 그에게 권고안을 제공하도록 했다. 그러나 이 전직 외교관들은 너무 오랫동안 외교관 생활에서 은퇴하고 멀어져 그들의 조언이 그다지 유용하지 않았다. 이는 그들이 덜레스에게 추천한 두 명의 인물이 실제로는 이미 사망했다는 사실에서 가장 극명하게 드러났다.

### 재무부
미국 재무부에서 취임하는 팀과 현직 직원들 간에는 성공적인 협력이 있었다. 아이젠하워의 재무부 장관 지명자인 조지 M. 험프리는 자신의 최고 부하직원들을 직접 선택할 수 있는 완전한 자유를 부여받았으며, 워싱턴 정치와 재무부 업무에 익숙한 기업인과 변호사들을 이 직책에 신속하게 지명했다. 12월 초까지 이 최고 부하직책 지명자들이 지명되었고, 워싱턴 D.C.에서 취임을 준비하고 있었다. 취임하는 팀과 퇴임하는 재무부 장관 존 웨슬리 스나이더 사이에는 높은 수준의 신뢰와 상호 존중이 있었다.

## 백악관 직원 인수인계
아이젠하워가 대통령 보좌관(비서실장)으로 지명한 셔먼 애덤스는 퇴임하는 대통령 보좌관 존 R. 스틸먼의 초청으로 백악관에서 시간을 보냈다. 스틸먼은 애덤스의 연락관 로저 스테판과 협력하여 파일 처리, 보안 조치, 아이젠하워가 데려올 비서들을 위한 사무 직원 재편 계획 등 인수인계의 많은 절차적 측면을 정리했다. 존 R. 스틸먼은 또한 아이젠하워 행정부를 위해 아이젠하워 대통령 임기 첫 몇 주 동안 부고문으로 일하기로 동의했다. 트루먼은 행정부 예산에서 재장식을 위한 돈을 할당했다. 스틸먼은 심지어 애덤스와 그의 작전 보좌관 로저 스테판에게 사무실 배치를 변경하도록 허용했지만, 트루먼은 백악관에서 목공 작업을 발견하고 자신이 퇴임하기 전에 그러한 변경이 이루어지는 것에 반대했다. 취임식을 앞두고 재도색 작업이 이루어졌고 새로운 가구가 구입되었다. 또한 백악관의 사무실에는 처음으로 번호가 부여되어 취임하는 직원들이 쉽게 길을 찾을 수 있도록 했고, 아이젠하워 스태프 주요 구성원들의 명패가 그들의 미래 사무실에 부착되었다.
아이젠하워의 취임 백악관 직원들은 일반적으로 퇴임하는 동료들로부터 많은 것을 배우는 데 거의 관심을 보이지 않았다.

## 트루먼 행정부의 기타 조치

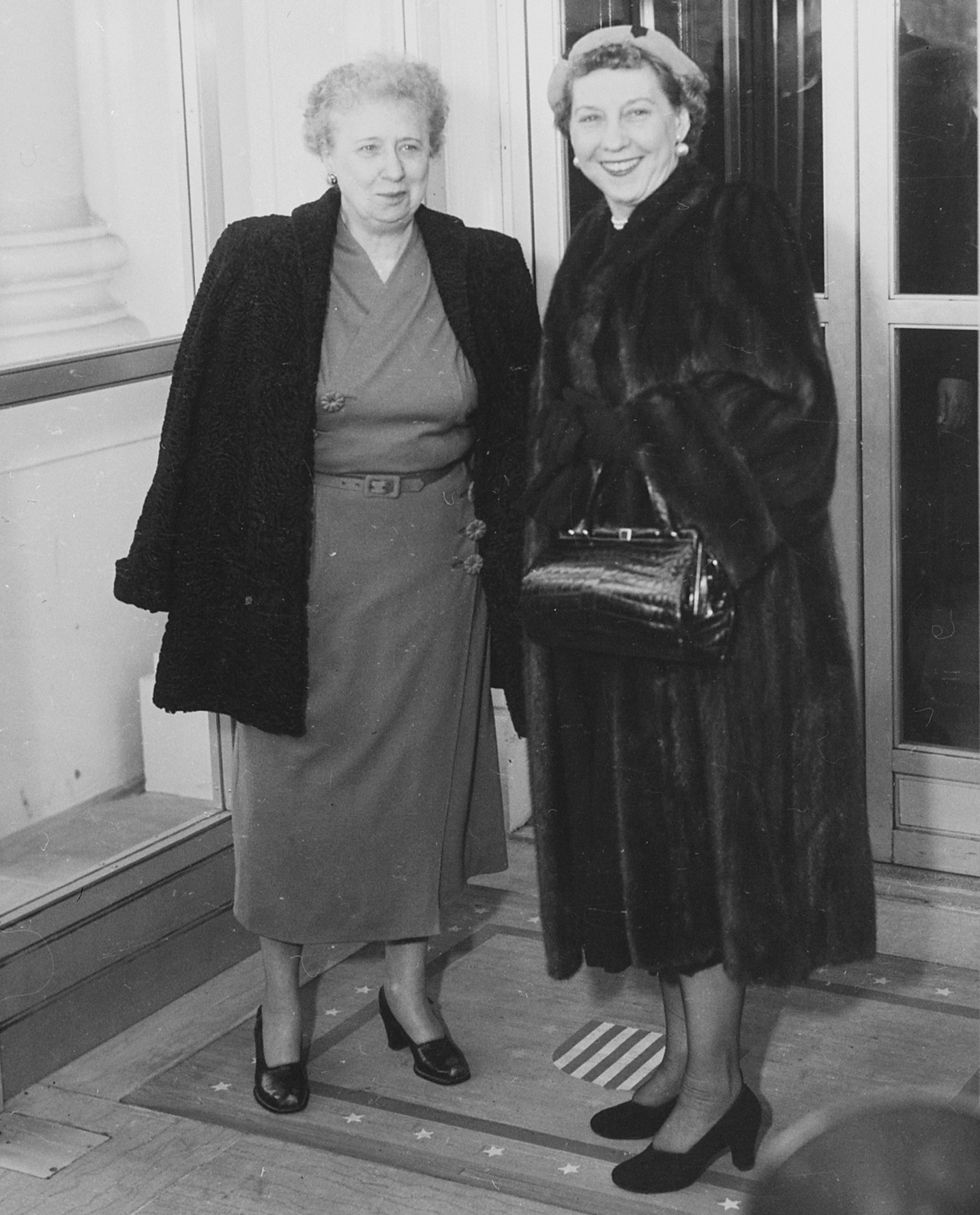
베스 트루먼 (왼쪽)이 1952년 12월 1일 아이젠하워 대통령 당선인의 부인 매미 아이젠하워에게 백악관을 안내하고 있다.

트루먼은 국방 동원관 조 포울러에게 아이젠하워의 취임식까지 직위를 유지하여 인수인계 기간 동안 동원 프로그램이 중단되지 않도록 요청했다고 보도되었다. 12월 1일, 트루먼의 아내 베스 트루먼은 아이젠하워의 아내 매미 아이젠하워에게 백악관 투어를 시켜주었다. 1월 15일, 트루먼은 고별 연설을 했다. 이는 라디오와 텔레비전으로 방송되었다.
선거 다음 날 오후의 공개 성명에서 트루먼은 법률적 요건에 따라 자신이 직접 예산안을 제출할 것이라고 밝혔다. 아이젠하워의 예산 국장인 조지프 도지는 1953년 예산 준비를 위해 예산실을 관찰했다. 아이젠하워는 취임 후 트루먼의 예산을 수정할 것이다.

## 인수인계에 대한 역사적 평가
이 인수인계는 대통령 당선인과 퇴임하는 대통령 간의 긴장과 협력 부족으로 인해 순탄치 않았다고 평가된다.
아이젠하워는 이전 대통령들보다 훨씬 더 실질적인 인수인계 운영을 사용했으며, 리처드 스키너는 2016년 복스 기사에서 이를 "최초의 현대적 대통령직 인수인계"로 평가했다.
1987년에 역사가 칼 M. 브라우어는 아이젠하워가 인수인계 과정에서 저지른 실수 중 하나는 실질적인 입법 의제를 개발하지 않은 것이라고 주장하며, "대통령의 지지를 받는 프로그램이 없어 바쁘게 움직이지 못하자, 의회는 1953년에 논란이 많거나 부정적이며 주로 상징적인 문제에 훨씬 쉽게 빠져들었으며, 아이젠하워 행정부는 종종 대통령직의 약화를 막거나 기존 외교 정책을 거부하려는 방어적인 태도를 취해야 했다"고 주장했다. 브라우어는 또한 "그의 무행동은 의회 내 우익 세력에게 자신들의 의제를 추구할 너무 많은 여지를 주었다. 이러한 상황에서는 어떤 대통령 프로그램이라도 없는 것보다는 나았을 것"이라고 주장했다.

### 참고 문헌
- Brauer, Carl M. (1986). 《Presidential Transitions: Eisenhower Through Reagan》. New York: Oxford University Press. ISBN 0195040511.
- Henry, Laurin L. (January 1961). 《Presidential Transitions》. Washington, D.C.: The Brookings Institution.